# Bạch Hâm Huệ
Bạch Hâm Huệ (sinh ngày 23 tháng 10 năm 1982) là diễn viên, mc, người mẫu Đài Loan . Năm 1999 khi 17 tuổi cô ký hợp đồng với Catwalk Production House chính thức bước chân vào làng giải trí. 2005 cô tham gia ra mắt trong bộ phim đầu tay Thơ Ngây. 2008 Hâm Huệ tham đóng gia bộ phim tình cảm Định mệnh anh yêu em .
2009 nhờ vai diễn trong bộ phim về đề tài thành thị Thiểm Lượng Đích Nhật Tử, Bạch Hâm Huệ được đề cử nữ diễn viên xuất sắc của Golden Bell Awards . 2011 tham gia diễn xuất trong bộ phim Thách thức tuyệt vời . Năm 2013 cô và Minh Đạo đóng cặp trong bộ phim Nếu như yêu .

## Sự nghiệp
Bạch Hâm Huệ mang 1/4 dòng máu Nhật. Cha cô là Bạch Quốc Gia (白國嘉) giám đốc CTV đã nghỉ hưu.
2006 cô và Minh Đạo, Tưởng Di, Đỗ Đức Vỹ hợp tác trong bộ phim Thiên sứ tình nhân .
2010 cùng với Tùy Đường, Lam Chinh Long, Ôn Thăng Hào ra mắt trong bộ phim Siêu trộm trái tim (P. S. Man), Huệ thủ vai Amanda một siêu mẫu . Cô và Tạ Thừa Quân, Trương Nhạn Danh, Lưu Tâm hợp tác trong bộ phim điện ảnh Ngư cẩu cùng năm .
2011 trong Thách thức tuyệt vời một bộ phim dựa theo truyện tranh Nhật Bản, Bạch Hâm Huệ vào vai một cô gái xinh đẹp tên Giang Nam Cầm phim có nữ diễn viên Đài Loan Trần Ý Hàm đóng chính. Cùng năm, trong bộ phim về đề tài chiến tranh Dũng sĩ môn Hâm Huệ vào vai người vợ tên Lý Mẫn Huệ. Trong năm 2011 cô còn tham gia đóng một bộ phim điện ảnh có tên Ôn Noãn Đích Ưu Thương đóng cùng với Hâm Huệ có nam diễn viên Lương Chính Quần, Khang Đinh, Đào Truyện Chánh
2012 Bạch Hâm Huệ tham gia diễn xuất trong phim điện ảnh Hậu điểu tới quý tiết hợp tác lần thứ 2 với Ôn Thăng Hào, ngoài ra còn có Trang Khải Huân, nữ diễn viên Hải Luân Thanh Đào . Trong năm 2012 cô còn tham gia diễn xuất trong phim truyền hình Loves In Penghu.
Năm 2013 tái hợp tác với Minh Đạo trong bộ phim thần tượng mới Nếu như yêu phim phát sóng trên Hồ Nam TV vào ngày 4 tháng 5 năm 2014 . Cùng năm Bạch Hâm Huệ đại lục tiến với phim cổ trang Liêu trai 4 .
2015 đóng vai một cô gái trẻ tưởng chừng hạnh phúc trong hôn nhân hóa ra lại là người khá cô độc Diệp Thần Hi trong phim điện ảnh Sọa qua dữ thụy mỹ nhân.
Năm 2016 Bạch Hâm Huệ lần đầu đóng phim thể loại Hài đô thị mang tên Ace of the Sales (销售奇姬)  nói về việc "làm công ăn lương"; tiếp đó bộ phim kinh dị hiện đại U Linh Y Viện (幽灵医院 (Ghost Hospital) của cô cũng được ra mắt .

## Cuộc sống cá nhân
Năm 2016, Bạch Hâm Huệ chưa kết hôn nhưng đã sinh con trai với người bạn trai bí ẩn .

## Phim

### Truyền hình
| Năm  | Tên                            | Vai           | Ghi Chú |
| ---- | ------------------------------ | ------------- | ------- |
| 2005 | Thơ Ngây                       | Bạch Huệ Lan  |         |
| 2006 | Thiên sứ tình nhân             | Lê Hi Nghải   |         |
| 2008 | Định mệnh anh yêu em           | Thạch Anna    |         |
| 2009 | Thiểm Lượng Đích Nhật Tử       | Phương Dĩ An  |         |
| 2009 | Lan Tâm Phiêu Phương           | Hoàng Lão Sư  |         |
| 2010 | Siêu Trộm Trái Tim (P. S. Man) | Amanda        |         |
| 2011 | Dũng Sĩ Môn                    | Lý Mẫn Huệ    |         |
| 2011 | Thách Thức Tuyệt Vời           | Giang Nam Cầm |         |
| 2012 | Loves In Penghu                | Lý Mĩ Quyên   |         |
| 2013 | Liêu Trai 4                    | Lục Dao       |         |
| 2014 | Nếu Như Yêu                    | San San       |         |

### Điện ảnh
| Năm  | Tên                                  | Vai           | Ghi Chú |
| ---- | ------------------------------------ | ------------- | ------- |
| 2010 | Ngư Cẩu (鱼狗)                       | Lý Mĩ Bình    |         |
| 2011 | Ôn Noãn Đích Ưu Thương               | Lý A Bằng     |         |
| 2012 | Hậu Điểu Tới Quý Tiết (候鸟来的季节) | Chu Hàm Anh   |         |
| 2016 | Sọa Qua Dữ Thụy Mỹ Nhân              | Diệp Thần Hi  |         |
| 2016 | Ace of the Sales (销售奇姬)          | Trần Túc Phân |         |
| 2016 | U Linh Y Viện (幽灵医院)             | An Khả        |         |

## Âm nhạc

### Single
2006: Lỗi sợ bóng tối 

### Xuất hiện trong MV
| Năm  | Tên MV                | Ca sĩ                   |
| ---- | --------------------- | ----------------------- |
| 2005 | Huy Hoắc Lãng Mạn     | Victor Chen             |
| 2006 | Không Thể Quên        | David Tao               |
| 2006 | 似曾相识              | David Tao               |
| 2007 | Ám Luyến              | Huỳnh Hiểu Minh         |
| 2007 | 我会好好过            | Lý Cửu Triết            |
| 2009 | Thuốc Lành Đắng Miệng | Nhậm Hiền Tề            |
| 2010 | Encore LaLa           | Quách Tĩnh (Claire Kuo) |
| 2015 | 思念的汪洋            | Từ Nghệ Phàm            |

## MC
| Năm       | Tên Chương Trình        | Đài Phát Sóng        |
| --------- | ----------------------- | -------------------- |
| 2006      | Siêu Cấp Đại Tinh Thái  | Formosa TV/FTV       |
| 2007-2008 | Taiwan Supermodel No. 1 | Taiwan TVBS          |
| 2007      | Mã Thượng Đại Sưu tầm   | Taiwan TVBS          |
| 2007      | Toàn Dân Đại Chủy Ba    | Taiwan TVBS          |
| 2008      | Quyết Chiến Vũ Đạo Quán | MTV Music Television |

## Sách
| Ngày Xuất Bản | Tên Sắch   | Loại Sách      |
| ------------- | ---------- | -------------- |
| 2010          | 水蓝色帕劳 | Tourism Travel |

## Giải thưởng
| Điện ảnh                                                                                        |
| ▪ 2010 Taiwan Golden Bell Award - Nữ diễn viên xuất sắc nhất - Thiểm Lượng Đích Nhật Tử (Đề Cử) |
| Thời Trang                                                                                      |
| ▪ 2008 Playboy Style Awards (Đoạt Giải)                                                         |